# Tatort: Eine todsichere Falle
Eine todsichere Falle ist der 320. Fernsehfilm der Krimireihe Tatort und der 13. vom Saarländischen Rundfunk produzierte Tatort. Die Erstausstrahlung fand am 15. Oktober 1995 statt. Es ist der siebente Fall mit Kommissar Palu als Ermittler. Palu hat es mit dem Einbruch in eine Waffenfabrik und der Geiselnahme eines ehemaligen Mitarbeiters sowie der Verwicklung der Geschäftsleitung in illegale Waffengeschäfte zu tun.

## Handlung
Vincent, ehemaliger Angestellter des Fabrikbesitzers Bruno Dupeyron, hat ein Verhältnis mit dessen Ehefrau Karla, die die Firma von ihrem Vater geerbt hat. Aus Liebe zu ihr bricht er in die Firma seines ehemaligen Chefs ein, um dessen illegale Waffengeschäfte nachzuweisen und anschließend mit seiner Geliebten frei zu sein. Währenddessen trifft sich Palus Tochter Lena dort mit ihrem Freund Markus, dem Wachmann der Firma, um sich von ihm zu trennen. Da dieser ein klärendes Gespräch verlangt, bleibt sie in der Firma, während Markus seinen Kontrollgang macht. Lena muss auf einem Überwachungsbildschirm mit ansehen, wie ihr Freund vom maskierten Vincent angegriffen und niedergeschlagen wird. Sie verständigt Palu, der mit Kollegen zur Firma eilt. Vincent kopiert die relevanten Daten und will fliehen, während draußen Palu und ein Streifenwagen eintreffen, allerdings lässt der Hubschrauberpilot, der ihn abholen soll, Vincent im Stich. Markus, der von Vincent lediglich mit einem Bürostuhl niederstreckt worden war, wacht auf und kann seinem ehemaligen Kollegen Vincent die Maske vom Kopf reißen. Dieser erzählt Markus, dass Bruno Dupeyron mehr zu verlieren hätte als er. Dupeyron und sein Sicherheitschef Patrick Kreutzer, die ebenfalls zur Firma geeilt sind, stellen fest, dass der Einbrecher den Sicherheitscode geändert haben muss, da sie keinen Zugang zum Gebäude mehr erhalten. Vincent zwingt Markus unterdessen, mit ihm in den Kontrollraum zu gehen, wo er auf Lena trifft. Palu, der von Lena gerade noch erfahren kann, dass Markus lebt, verschweigt dies seinen Vorgesetzten, damit er als Kommissar der Mordkommission nicht vom Fall abgezogen wird.
Vincent erklärt unterdessen Markus, dass Dupeyron seine Forschungsergebnisse gestohlen hat; da er über die Monitore die Beamten und Dupeyron vor der Tür sieht, nimmt er Markus und Lena als Geiseln. Dupeyron und Kreutzer ahnen, dass Vincent der Einbrecher ist, da nur er das Sicherheitssystem ausgeschaltet haben kann. Ihnen ist klar, dass die Polizei die Daten über die Waffengeschäfte nicht finden darf. Während Vincent versucht, seinen Hubschrauber doch noch zu organisieren, wird Palu vom Fall abgezogen und sein Assistent Schröder mit selbigem betraut. Als Vincent sieht, dass auch Karla mittlerweile bei der Firma eingetroffen ist, fängt er an, ihr zu misstrauen. Lena bietet ihm ihre Hilfe an. Sie erzählt ihm, dass Palu ihr Vater ist, und stellt einen Gesprächskontakt zwischen beiden her, sie vereinbaren ein Gespräch. Während Palu ins Gebäude geht, lässt der Polizeipräsident Scharfschützen Stellung beziehen, Vincent lehnt Palus Angebot eines Austauschs Lenas und Markus’ gegen ihn ab. Während die beiden vereinbaren, dass Vincent alleine ziehen kann, ruft Karla Vincent an und behauptet, die Polizei stelle ihm eine Falle und werde ihn erschießen. Daraufhin verlangt Vincent Karla als Geisel für seine Flucht. Während Karla einwilligt, greift Markus Vincent an und würgt ihn, Vincent muss Markus in Notwehr erschießen. Kurz darauf findet der Austausch statt, Lena informiert ihren Vater über Markus’ Tod und Vincents Identität, unterdessen fordert Karla Vincent auf, aufzugeben, er sei zu weit gegangen, obwohl sie es war, die Vincent die Waffe für den Einbruch aufgedrängt hatte. Vincent fühlt sich von Karla hintergangen und verweigert ihr die Herausgabe der kopierten Daten, Karla eröffnet ihm, dass sie sich mit ihrem Mann arrangiert und er keine andere Wahl hätte. Sie würde als seine Geisel die Fabrik mit ihm verlassen, wenn er ihr die Daten geben würde.
Währenddessen überredet Bruno Palu, ihn ins Gebäude, dessen Sicherheitscode Kreutzer geknackt hat, hineingehen zu lassen und mit Vincent reden zu dürfen, nach fünf Minuten soll die Polizei nachkommen und Vincent überwältigen, falls dieser nicht aufgibt. Bruno geht hinein und behauptet gegenüber Vincent, dass Karla ihn in eine Falle locken wolle, Vincent solle ihm die Kopien geben und Karla erschießen, dann würde er ihn herausbringen. Karla beschwört Vincent, Bruno zu töten, sie werde ihm die Hälfte ihres Vermögens überschreiben. Während Vincent seine Waffe auf ihn richtet, drückt Karla mit Vincents Finger am Abzug ab und tötet Bruno. Vincent flieht, kurz darauf treffen Palu und seine Kollegen ein, Karla behauptet, Vincent habe Bruno getötet. Als Vincent von der Übermacht seiner Verfolger gestellt wird, schießt er um sich und wird niedergeschossen. Zu Karlas Erleichterung stirbt er, bevor er Palu die Hintergründe der Tat erklären kann, allerdings kann er Palu noch die Disketten geben. Palu, der ahnt, dass Karla die Fäden gezogen hat, überführt sie mit einem Schmauchspurentest ihrer Hände.

## Einschaltquote und Produktion
Bei der Erstausstrahlung am 7. März 1993 wurde eine Zuschauerzahl von 6,41 Mio. erreicht, was einer Einschaltquote von 19,05 % entspricht. Die Episode wurde in Saarbrücken und Umgebung gedreht.

## Kritik
Die Kritiker der Fernsehzeitschrift TV Spielfilm fanden, das „Geiseldrama mit Haken, Ösen und Papa“ habe eine „gute Besetzung, doch Spannung und Dialogwitz sind Mangelware“.